# А скоро колледж?
«А скоро колледж?» (англ. Is It College Yet?) — полнометражный мультфильм, завершающий мультипликационный сериал «Дарья». В нём рассказывается о последних днях Дарьи, её подруги Джейн и остальных старшеклассников школы «Лондейл» перед их поступлением в колледж.

## Сюжет
Близится окончание школы, после чего Дарье и её одноклассникам придётся принять трудное решение о выборе колледжа. У Джейн плохие оценки, и она подумывает начать карьеру художника без высшего образования, в чём её поддерживает её старший брат Трент, неудачливый музыкант, также не получивший музыкального образования.
Хелен не нравится, что Квин не знает цену деньгам, поэтому она заставляет Квин найти работу. Квин берёт отпуск в «Модном Клубе» для того, чтобы работать во французском ресторане. Там она сближается с одной из своих коллег, Линдой (она уже студентка), у которой проблемы с употреблением спиртных напитков, затронувшие и Квин. Честно, по совету Дарьи, поговорив с ней о её проблеме, Квин укрепляет дружбу с Линдой.
Мисс Барч неправильно понимает слова мистера О’Нила и решает, что он сделал ей предложение. Мистер О’Нил не решается рассеять её заблуждение, но женитьба не входит в его планы. Мистер ДеМартино, ставший случайным свидетелем «предложения», решает помочь мистеру О’Нилу отделаться от нежелательной помолвки. Отказ О’Нила лишь увеличивает любовь и уважение к нему со стороны Мисс Барч.
Сэнди теряет голос. Стэйси считает себя виноватой в этом происшествии, так как на свой день рождения загадала желание, чтобы Сэнди «заткнулась», и принимает меры к «снятию проклятия». Обиженная Сэнди своими придирками доводит остальных членов «Модного клуба» до решения выйти из него вслед за Квин, однако они решают остаться друзьями.
Джоди Лэндон прошла по конкурсу в два колледжа, в один из которых, очень престижный, куда ранее не принимали чёрных, её хотят пристроить родители, в другой хочет она сама, потому что думает, что в нём она сможет перестать разыгрывать «образцового афроамериканского подростка» и быть самой собой, но не может решиться рассказать родителям о своей мечте. В конце концов её друг Майкл, капитан школьной команды, решается поговорить с её родителями об этом, и они соглашаются не препятствовать счастью дочери.
Дарья и Том собираются поступать в очень престижный колледж и вместе идут на собеседование. В результате Тома, семья которого много сделала для этого колледжа, сразу же принимают, а Дарью ставят в список ожидания. В то же время Дарью готовы взять в менее престижный колледж в Бостоне. Хелен поддерживает огорчённую дочь, утверждая на своём примере, что хорошо выучиться можно и в не самом престижном колледже. Джейн соглашается послать портфолио своих работ в художественный колледж в Бостоне, если Дарья согласится принять протекцию Тома. Джейн принимают по её портфолио, а Дарью не берут, несмотря на протекцию. Это значит, что Дарья и Джейн будут учиться в колледже в одном городе. Дарья решает, что раз их с Томом жизненные пути начали расходиться уже начиная с колледжа, то их отношения бесперспективны и они должны остаться просто друзьями.
Во время вручения аттестатов Дарья, несмотря на неучастие в общественной работе, получает награду от школы за превосходные оценки, и искренне благодарит свою семью за поддержку.
В заключительной сцене Дарья и Джейн едят пиццу и строят планы. Во время титров вместо обычных alter ego даны изображения возможного будущего всех персонажей. Так, Дарья и Джейн представлены ведущими утреннего шоу, Квин — менеджером, Бритни — актрисой.

## Интересные факты
- Стейси, утомлённая болтовнёй Сэнди, загадала желание, чтобы та замолчала, в результате чего Сэнди заболела ларингитом. Квин, выслушав рассказ Стейси, замечает: «Ужас какой! Прямо как в том фильме, когда старуха прокляла одного мужика, и он начал худеть, хотя я не поняла, что в этом ужасного». Это отсылка на фильм по роману Стивена Кинга «Худеющий».
- Группа Splendora, написавшая заглавную тему к сериалу «You’re Standing on My Neck», написала песню и для этого фильма — «College Try (Gives Me Blisters)».